# Bivråkar
Bivråkar är en grupp med rovfåglar specialiserade på att äta insekter. De förekommer i de två släktena Pernis och Henicopernis i underfamiljen Perninae i familjen hökartade rovfåglar (Accipitridae).

## Arter
- Släkte Henicopernis
  - Långstjärtad bivråk (Henicopernis longicauda)
  - Svart bivråk (Henicopernis infuscatus)
- Släkte Pernis
  - Bivråk (Pernis apivorus)
  - Tofsbivråk (Pernis ptilorhynchus)
  - Bandad bivråk (Pernis celebensis)